# Alexander Bauer (Chemiker)

Alexander Bauer um 1890

Alexander Emil Anton Bauer (* 16. Februar 1836 in Altenburg (ungarisch Magyaróvár) Königreich Ungarn; † 12. April 1921 in Wien) war ein österreichischer Chemiker.

## Leben
Alexander Bauer besuchte in Pressburg die Oberrealschule bei Gustav Adolf Kenngott und Josef Greilich. Von 1853 bis 1856 studierte er Mathematik und Naturwissenschaften am Wiener k.k. Polytechnikum zusammen mit Adolf Lieben. Zeitgleich arbeitete er am Laboratorium der Schottenfelder Realschule, wo er Francesco Filippuzzi kennenlernte. 1856 wurde er Assistent für Chemie bei Anton Schrötter von Kristelli und 1858 Hilfslehrer an der Wiener Handelsakademie. Im folgenden Jahr war er zu Forschungszwecken bei Charles Adolphe Wurtz an der École de médecine de Paris. Nach der Promotion in Gießen wurde Bauer „Supplent“ an der Wiener Handelsakademie und 1860 Volontär in einer Zuckerfabrik in Mähren.
1861 wurde er Professor der Chemie an der Handelsakademie in Wien und Privatdozent am Polytechnikum. Ab 1868 war er Dozent an der Wiener Kunstgewerbeschule und 1869 a.o. Professor der chemischen Technologie, 1875 der allgemeinen Chemie. 1871/77 hatte er gemeinsam mit Josef Schuler (1883–1963) die Synthese der Pimelinsäure entwickelt. 1876 wurde er a.o. Professor für allgemeine Chemie an der k. k. technischen Hochschule und Inspektor des gewerblichen Bildungswesens. Einer seiner bedeutenden Schüler war Carl Auer von Welsbach. Ab 1884 war er Rektor der k.k. technischen Hochschule in Wien. 1890 wurde er zum Hofrat ernannt. 1892 wurde er in die Leopoldina aufgenommen. 1904 emeritierte er. 1916 erhielt er ein Ehrendoktorat der Technischen Hochschule Wien.
Er arbeitete auch an der Herstellung von Amylenoxid und leistete zahlreiche Beiträge zur Chemiegeschichte und zur Chemie der Malerfarben. Als er 1871 bis 1873 Mitglied des Wiener Gemeinderates war, setzte er sich maßgeblich für die Verbesserung der Kanalisation ein. Ab 1882 war er Korrespondent der k. k. Central-Commission und ab 1888 korrespondierendes Mitglied der kaiserlichen Akademie der Wissenschaften zu Wien.
Bauer war in erster Ehe mit der Engländerin Emily Russel verheiratet. Nach dem Tod seiner ersten Frau heiratete Bauer am 27. Dezember 1875 die Musikerin Natalie Bauer-Lechner (1858–1921), eine Jugendfreundin Gustav Mahlers. Diese Ehe wurde am 19. Juni 1885 einvernehmlich geschieden. Aus der ersten Ehe hatte er drei Töchter: Rhoda (1864–?), verheiratet mit Hans Arzberger, Georgina (1867–1921), die den Botaniker Rudolf Schrödinger (1857–1919) heiratete (aus letzterer Ehe ging Bauers Enkel Erwin Schrödinger hervor), und Minie (Emély; 1874–?), die den Chemieprofessor Max Bamberger (1861–1927) heiratete.

## Schriften
- Chemie und Alchymie in Österreich bis zum beginnenden XIX Jahrhundert : eine Skizze. – Wien : Lechner, 1883. Digitalisierte Ausgabe der Universitäts- und Landesbibliothek Düsseldorf
- Chemie und Alchemie in Österreich. 1885
- Die ersten Versuche zur Einführung der Gasbeleuchtung in Österreich. 1891
- Die Adelsdokumente österreichischer Alchemisten und die Abbildungen einiger Medaillen alchemistischen Ursprunges : mit 2 Zinkotypien u. 5 Lichtdrucktaf. – Wien : Hölder, 1893. Digitalisierte Ausgabe der Universitäts- und Landesbibliothek Düsseldorf
- Zur Frage  der  Erhaltung der  öffentlichen  Denkmäler in den Mittheilungen der k. k. Central-Commission, Band 9